# Cas Ajudes
El Cas Ajudes o Cas Pinyata  és un presumpte cas de corrupció amb fons públics del Consell Insular de Mallorca. Es va obrir el 2006 arran de la denúncia interposada per un grup de ciutadans, encapçalats pel mort advocat Àngel Olmo. De seguida es va unir la fiscalia anticorrupció.
La presumpta trama consisteix en desviament de centenars de milers d'euros en forma de subvencions del Consell de Mallorca a entitats com el Centre Cultural de Campos, Associació Agricola i Ramadera Fora Vila; Associació de Caçadors de Mallorca; Associació per a la Conservació i Difusió del Patrimoni i Associació d'Activitats Socioculturals de Mallorca.
El llavors jutge d'instrucció 1 de Palma, Pedro Barceló Obrador, va exculpar als dirigents d'UM al Consell Dolça Mulet, consellera de Cultura, i Joan Josep Mas, director insular de Patrimoni en aquests anys, l'abril del 2008, però va deixar obert el cas per 11 dels responsables de les entitats subvencionades per falsedat documental i desviament d'ajudes públiques.
El desembre del 2010, l'Audiència va reobrir tot el cas i va ordenar completar les indagacions sobre la presumpta trama de corrupció. Gairebé dos anys després, es va dictar la interlocutòria de passi a procediment abreujat, on es donava peu a l'enjudiciament dels imputats. Després d'aquest acte, que va ser recorregut per les defenses, es va produir una aturada en el cas. La fiscalia anticorrupció volgué reactivar la causa i formular l'escrit d'acusació contra els encausats.
Inicialment s'estudià la imputació de cinc delictes, penats amb elevades condemnes. Totes les entitats investigades, menys el Centre Cultural de Campos, van ser creades en el moment de la presa de decisió pel Consell de les ajudes i entre els seus impulsors hi havia dirigents o simpatitzants d'UM i empleats del Consell de Mallorca. Aquesta institució, governada per UM, va atorgar un 90% de les seves subvencions per l'anomenat sistema nominatiu el 2005, que veta a altres associacions la participació en els concursos.
Segons l'Audiència de Palma, les associacions denunciades no van justificar adequadament la destinació dels fons públics rebuts. L'única entitat que va ser exculpada pels magistrats va ser el Centre Cultural de Campos, que sí que va demostrar on s'havia gastat les subvencions.
El Partit Popular (PP) exerceix l'acusació popular en el cas, a través del lletrat Bartomeu Vidal, que també pensa acusar els imputats.